# Municipalità regionale della contea di Les Etchemins
La municipalità regionale di contea di Les Etchemins è una municipalità regionale di contea del Canada, localizzata nella provincia del Québec, nella regione di Chaudière-Appalaches.
Il suo capoluogo è Lac-Etchemin.

## Suddivisioni
Municipalità
- Lac-Etchemin
- Saint-Benjamin
- Sainte-Aurélie
- Sainte-Justine
- Sainte-Rose-de-Watford
- Saint-Louis-de-Gonzague
- Saint-Luc-de-Bellechasse
- Saint-Magloire
- Saint-Prosper
- Saint-Zacharie

Parrocchie
- Saint-Camille-de-Lellis
- Saint-Cyprien
- Sainte-Sabine